# Крест Дерева Герники
Крест Дерева Герники (баск. Gernikako Arbolaren Gurutzea, исп. Cruz del Árbol de Gernika) — высшая награда, присуждаемая правительством Страны Басков. Вручается людям, «отличившимся в своих услугах Стране Басков в защите её самобытности и восстановлении личности, а также в целом в социальной, экономической и культурной областях».

## Награждённые
|   | Фото | Имя                     |                                                                                                   |
| - | ---- | ----------------------- | ------------------------------------------------------------------------------------------------- |
| 1 |      | Мигель Эрнандес Оканто  | губернатор Федерального округа Венесуэлы                                                          |
| 2 |      | Хесус Мария Лейсаола    | бывший председатель правительства Страны Басков                                                   |
| 3 |      | Мануэль де Лекуона      | бывший председатель Эускальцайндии                                                                |
| 4 |      | Хосе Мигель Барандиаран | антрополог                                                                                        |
| 5 |      | Рафаэль Кальдера        | бывший президент Венесуэлы                                                                        |
| 6 |      | Рамон Рубиаль           | бывший председатель Баскского генерального совета бывший председатель правительства Страны Басков |
| 7 |      | Хосе Антонио Агирре     | бывший председатель правительства Страны Басков                                                   |
| 8 |      | Карлос Гарайкоэчеа      | бывший председатель правительства Страны Басков                                                   |
| 9 |      | Хосе Антонио Арданса    | бывший председатель правительства Страны Басков                                                   |